# Odontophora articulata
Odontophora articulata is een rondwormensoort uit de familie van de Axonolaimidae. De wetenschappelijke naam van de soort is voor het eerst geldig gepubliceerd in 1988 door Keppner.